# Шабанци (Трново)
Шабанци су насељено мјесто у општини Трново, Федерација БиХ, Босна и Херцеговина.

## Становништво
|             | 2013.       | 1991.        | 1981.        | 1971.        |
| Укупно      | 16 (100,0%) | 18 (100,0%)  | 28 (100,0%)  | 73 (100,0%)  |
| Бошњаци     | 16 (100,0%) | 17 (94,44%)1 | 24 (85,71%)1 | 40 (54,79%)1 |
| Остали      | –           | 1 (5,556%)   | –            | –            |
| Срби        | –           | –            | 2 (7,143%)   | 33 (45,21%)  |
| Југословени | –           | –            | 2 (7,143%)   | –            |

1. 1 На пописима од 1971. до 1991. Бошњаци су пописивани углавном као Муслимани.